# مکتب امپیریک
مکتب امپیریک(به یونانی: Ἐμπειρικοί) یا مکتب اسکندریه یکی از مکاتب قدیمی در پزشکی یونان باستان و رم می‌باشد. نام این مکتب از واژه امپیریا(به یونانی: ἐμπειρία) که در یونانی به معنای تجربه است مشتق شده‌است زیرا پزشکان این مکتب دانش خود را فقط از طریق تجربه کسب می نمودند و به همین علت خود را در تضاد با پیروان مکتب دگماتیک می دانستند.
سراپیون اهل اسکندریه و فیلینوس اهل کوس به عنوان پایه گذاران این مکتب در قرن سوم قبل از میلاد در نظر گرفته می‌شوند.
در میان اسامی پزشکان مربوط به این مکتب به نام‌هایی چون : آپولونیوس اهل سیتیوم ، گلوکیاس ، هراکلیدس ، باخیوس ، زئوخیس ، منودوتوس ، تئوداس ، هرودوت اهل تارسوس ، آخریون ، سکستوس امپریکوس و مارسلوس امپیریکوس بر می خوریم.